# Un couteau dans le cœur
Un couteau dans le cœur è un film del 2018 diretto da Yann Gonzalez.

## Trama
Nella Parigi del 1979, la produttrice di film pornografici gay Anne, viene abbandonata dalla sua compagna e montatrice Lois. Per riconquistarla, decide di finanziare un film molto più ambizioso, con l'aiuto del suo fidato assistente, l'esuberante Archibald. Durante le riprese però, un misterioso assassino uccide uno degli attori. Tuttavia, Anne decide di continuare le riprese. Dopo pochissimo tempo un altro attore del cast viene brutalmente ucciso e l'atmosfera tra gli attori è di profonda preoccupazione. Anne coglie l'occasione per adattare il contenuto del film alla nuovo clima del set, mentre l'assassino continua a seminare il terrore.

## Riconoscimenti
- 2018 - Festival di Cannes
  - In competizione per la Palma d'oro
  - In competizione per la Queer Palm
- Prix Jean Vigo 2018: Yann Gonzalez[1]
- Brooklyn Horror Film Festival 2018
  - Miglior attrice: Vanessa Paradis
- Reykjavik International Film Festival  2018
  - Golden Puffin (miglior film)